# Associazione Sportiva "Forte dei Marmi" 1940-1941
Questa voce raccoglie le informazioni riguardanti l'Associazione Sportiva "Forte dei Marmi" nelle competizioni ufficiali della stagione 1940-1941.

## Rosa
| N. |                   | Ruolo | Calciatore          |
| -- | ----------------- | ----- | ------------------- |
|    | Italia (bandiera) | D     | M. Angelini         |
|    | Italia (bandiera) | P     | Normanno Bagnoni    |
|    | Italia (bandiera) | A     | B. Benedetti        |
|    | Italia (bandiera) | A     | Leone Bertacca      |
|    | Italia (bandiera) | D     | Giovanni Bertoni    |
|    | Italia (bandiera) | C     | L. Carli            |
|    | Italia (bandiera) | D     | Dino Donati         |
|    | Italia (bandiera) | D     | G. Frediani         |
|    | Italia (bandiera) | P     | Azelio Gervasi      |
|    | Italia (bandiera) | A     | Ilo Giannecchini    |
|    | Italia (bandiera) | A     | Giuseppe Isolabella |
|    | Italia (bandiera) | D     | F Maggi (I)         |
|    | Italia (bandiera) | D     | Giuseppe Maggi (V)  |
|    | Italia (bandiera) | C     | Luigi Maggi (IV)    |
|    | Italia (bandiera) | P     | Lorenzo Maggi (III) |
|    | Italia (bandiera) | D     | Cafiero Mazzoni     |
|    | Italia (bandiera) | D     | Luciano Patalani    |

| N. |                   | Ruolo | Calciatore          |
| -- | ----------------- | ----- | ------------------- |
|    | Italia (bandiera) | D     | Francesco Pellistri |
|    | Italia (bandiera) | A     | Giacomo Petrone     |
|    | Italia (bandiera) | A     | E. Polacci (II)     |
|    | Italia (bandiera) | C     | L. Polacci (I)      |
|    | Italia (bandiera) | C     | Angelo Piccioli     |
|    | Italia (bandiera) | P     | Carlo Pucci         |
|    | Italia (bandiera) | C     | Giuseppe Puccioni   |
|    | Italia (bandiera) | P     | A. Puliti           |
|    | Italia (bandiera) | A     | Guglielmo Raffaelli |
|    | Italia (bandiera) | D     | Confido Ricci       |
|    | Italia (bandiera) | C     | G. Rollando         |
|    | Italia (bandiera) | C     | Renzo Satti         |
|    | Italia (bandiera) | P     | E. Simonelli        |
|    | Italia (bandiera) | A     | S. Taiti            |
|    | Italia (bandiera) | A     | Laerte Tartaglia    |
|    | Italia (bandiera) | D     | Roberto Velani      |